# Дев'ять днів одного року
«Дев'ять днів одного року» (рос. «Де́вять дней одного́ го́да») — російський радянський художній фільм 1961 року режисера Михайла Ромма. 

## Сюжет
СРСР, 1960-і роки. Молоді вчені-ядерники — давні друзі, закохані в одну дівчину... Один з них отримує смертельну дозу радіації...

## У ролях
- Олексій Баталов
- Інокентій Смоктуновський
- Тетяна Лаврова
- Микола Плотніков
- Сергій Блинников
- Євген Євстигнєєв
- Михайло Козаков
- Микола Граббе
- Валентин Нікулін
- Павло Шпрингфельд
- Олександр Пелевін
- Євген Тетерін
- Микола Сергєєв
- Ада Войцик
- Валентина Бєляєва
- Люсьєна Овчинникова
- Юрій Кірєєв
- Ігор Добролюбов
- Андрій Смирнов
- Анна Павлова
- Резо Есадзе
- Георгій Єпіфанцев
- Валентина Ананьїна
- Лев Дуров
- Наталья Батирева
- Зоя Василькова
- Ігор Ясулович
- Юрій Смирнов

## Творча група
- Сценарій: Михайло Ромм, Данило Храбровицький
- Режисер: Михайло Ромм, Борис Яшин
- Оператор: Герман Лавров
- Композитор: Джон Тер-Татевосян